# Denílson (1943–2024)
Denílson, właśc. Denílson Custódio Machado (ur. 28 marca 1943 w Campos, zm. 1 października 2024 w Rio de Janeiro) – brazylijski piłkarz grający na pozycji ofensywnego pomocnika.

## Kariera klubowa
Denílson rozpoczął przygodę z futbolem w klubie Madureira EC w 1961. Większość kariery piłkarskiej spędził we Fluminense FC, gdzie występował w latach 1964–1973. Z klubem z Rio de Janeiro czterokrotnie zdobył mistrzostwo Stanu Rio de Janeiro – Campeonato Carioca w: 1964, 1969, 1971, 1973 oraz trzykrotnie Puchar Guanbara w 1966, 1969 i 1971 roku. W latach 1973–1974 występował w Atlético Rio Negro Clube. Ostatni rok kariery – 1975 spędził w EC Vitória.

## Kariera reprezentacyjna
14 maja 1966 w Rio de Janeiro Denílson zadebiutował w reprezentacji Brazylii, w meczu przeciwko reprezentacji Walii. W 1966 Denílson pojechał z reprezentacją Brazylii do Anglii na mistrzostwa świata i zagrał w meczach grupowych przeciwko Bułgarii i Portugalii. Ostatni raz w reprezentacji Denílson zagrał w 17 lipca 1968 w meczu przeciwko reprezentacji Peru w Limie, wchodząc na boisko za Gérsona. Łącznie w latach 1966–1968 rozegrał w barwach canarinhos 9 spotkań i strzelił 1 bramkę.